# Yonaguni

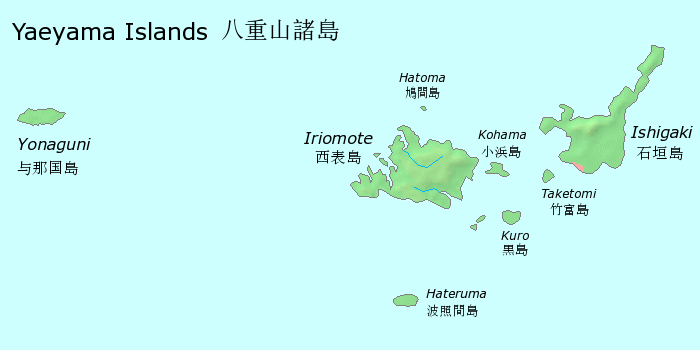
Lägeskarta

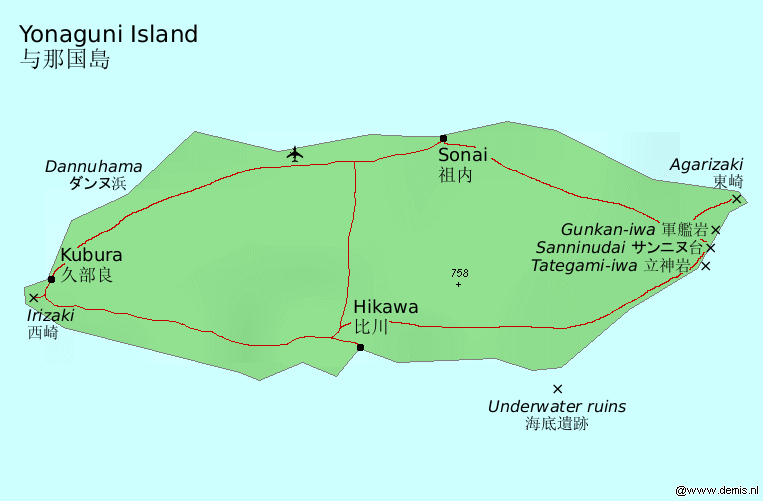
Karta över Yonaguni

Yonaguni (japanska 与那国島 ,Yonaguni-jima) är en ö i ögruppen Yaeyamaöarna i nordvästra Stilla havet som tillhör Japan. Den utgör kommunen Yonaguni i Okinawa prefektur.

## Geografi
Yonaguni ligger i Östkinesiska havet ca 509 km väster om Okinawa, ca 127 sydväst om Ishigaki och endast ca 120 km öster om Taiwan.
Ön är av vulkaniskt ursprung och har en areal om ca 28,84 km². Den högsta höjden är Kubura-yama på ca 231 m ö.h. och ön är Japans västligaste bebodda plats.
Befolkningen uppgår till cirka 1 700 invånare där de flesta lever i orterna Higawa, Kubura och Sonai.
Ön har en liten flygplats Yonaguni airport (flygplatskod "OGN") för lokalt flyg på öns norra del.

## Historia
Ögruppen ingår i Okinawaöarna som alltid har varit ett viktigt handelscentrum i regionen. Öarna utgjorde mellan 1300-talet och 1800-talet ett oberoende kungadöme, Kungariket Ryukyu. Riket hade kontakter inte bara med grannarna Japan och Kina, utan också med exempelvis Borneo och Java. Sin självständighet behöll riket genom att betala tribut (brandskatt) till ömsom Kina, ömsom Japan.
1879 införlivades riket i Japan, och blev länet Okinawa.
Under andra världskriget utspelade sig våren 1945 ett av de största och betydande slagen i Stilla havet (Slaget om Okinawa) här. Området ockuperades sedan av USA som förvaltade öarna fram till 1972 då de återlämnades till Japan.
1985 gjordes de första fynden av de omtalade undervattensmonumenten.

## Undervattensmonumenten

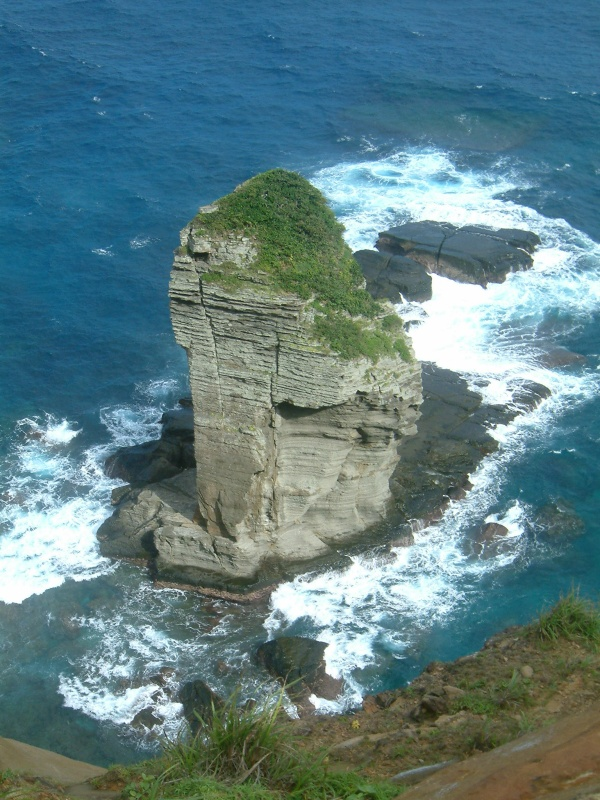
Kusten vid Yonaguni är mycket klippig.

De påstått artificiella undervattenskonstruktioner (ett stort stenmonument, fem mindre) som skall ha byggts för ca; 8 - 12 000 år sedan och sedan sjunkit på grund av smältvattnet efter istidens slut, eller förskjutningar i landmassorna, eller efter en okänd stor katastrof. Forskningen kring undervattenskonstruktionen, som upptäcktes 1985, leds av professor Masaaki Kimura.

### Beskrivning

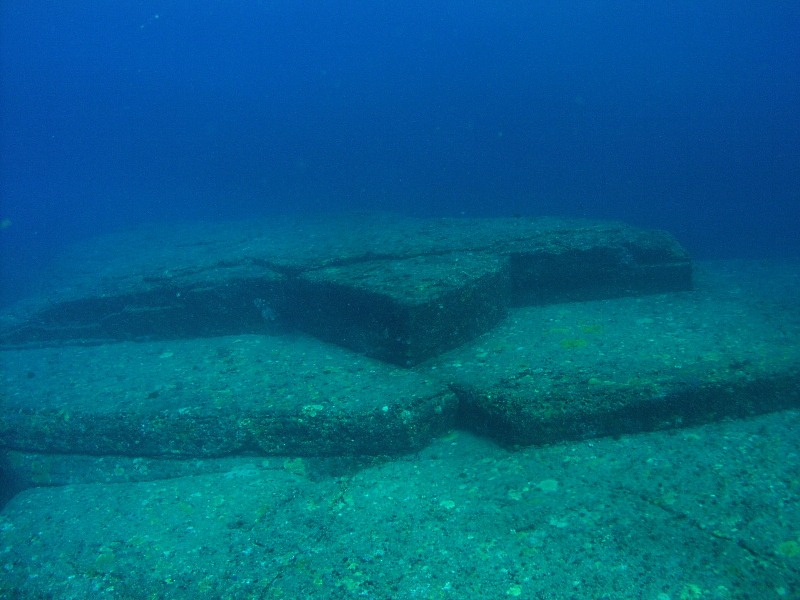
Ett av monumentet, kallad "Sköldpaddan"

En japansk dykare vid namn Kihachiro Aratake stötte av en slump på ett stort stenmonument år 1985. Huvudkonstruktionen (180 meter lång, 135 meter bred, 30 meter hög), belägen 18-30 meter under vattenytan i strömt vatten, består av något som kan liknas vid en stor stengrund (har liknats vid en ziggurat); man tror sig ha identifierat med trappor, terrasser, 2 meter djupa stolphål m.m. i det skifferartade stenmaterialet. De trappliknande "Väggarna” är släta och ser ofta geometriskt korrekta och uttänkta ut - vilket bidragit till misstanken att konstruktionen är artificiell (människoskapad). Man har hittills inte påträffat några redskap med vilka stenmassorna skulle ha kunnat formas med, men Professor Kimura säger sig ha upptäckt flera hack i stenväggarna som tyder på mänsklig inverkan. Runtomkring det största stenmonumentet har man även funnit 5 mindre konstruktioner som har samma struktur som huvudmonumentet.

### Undersökningsresultat och Teorier
Undersökandet av stenkonstruktionerna inleddes år 1996 av geologen Masaaki Kimura (Ryukyus universitet - Okinawa). Sedan dess har Kimura tillsammans med de 5 nedanstående geologerna, arkeologerna och vetenskapsmännen fortsatt undersöka, analysera och dyka kring fynden; 
- Graham Hancock (brittisk journalist och amatörarkeolog, författare till flera böcker, bl.a. rörande sjunkna civilisationer och annan alternativ vetenskap/historia/arkeologi)
- Robert Shock (geolog, Bostons universitet, har bl.a. omdaterat sfinxen i Egypten)
- Professor Ishii Teruaki (Tokyos universitet, marina institutet)
- Asato Shijun (professor i arkeologi i Okinawa)
- James Hotack (amerikansk linguist som påstår sig ha funnit rester av ett skriftspråk)

Världens forskare (de ovanstående inkluderat) tvistar främst kring 3 förklaringsmodeller;
1. Stenmonumenten är naturliga formationer, urkarvade genom vattenströmmar, och inget som inkluderar mänsklig verksamhet (se Giant's Causeway för ett liknande fenomen på Irland).
2. Monumenten är terraformade - vilket innebär att människor för 8 - 12 000 år sedan (då konstruktionerna befann sig ovanför havsytan) avslutade vad naturen påbörjat.
3. Monumentet tillhör en sjunken civilisation (känd som Moderlandet Mu/Lemurien), som sjunkit ner i havet efter istidens slut eller efter en stor, hittills odefinierad katastrof som lade kontinenten under vatten.

Det som främst förbryllar forskarna är monumentens skarpa, lodräta väggar, stolphålen, och faktumet att stenkonstruktionerna ligger ensamma i en sandbädd; utan tecken på naturligt bortskavda stenfragment. En del forskare menar dock att de stenfragment som skalats bort helt enkelt följt med de starka havsströmmarna ut i världshavet.